# Machine de guerre (roman)
Machine de guerre (titre original : Tool of War) est un roman de science-fiction de l'écrivain américain Paolo Bacigalupi publié en 2017 puis traduit en français en 2018.

## Résumé
Tool, un être hybride créé à partir de gènes d'homme, de chien, de tigre et de hyène, est parvenu à unifier certaines factions militaires des cités englouties puis à vaincre celles qui ne s'étaient pas rangées à ses côtés. Mahlia, la jeune femme qui l'avait aidé dans le passé puis qui était devenu son amie, est désormais à la tête d'une petite troupe d'enfants-soldats avec laquelle elle dirige un trafic d'œuvres d'art, achetant puis livrant les différentes pièces grâce à un clipper rapide et performant.
Le général Caroa, employé par l'entreprise internationale Mercier, dont la partie recherche et développement a créé Tool dans le passé, cherche toujours à retrouver et à tuer celui qu'il a entraîné des années durant et qui a failli le tuer la dernière fois que leurs routes se sont rencontrées. Une jeune analyste employée par Mercier, nommée Arial Jones, vient de retrouver la trace de Tool dans les cités englouties. Le général Caroa décide de frapper immédiatement la cible, faisant pleuvoir sur lui les six missiles embarqués dans le drone de Mercier qui patrouille dans les environs. Toute vie est alors détruite dans la zone dans laquelle se trouvait Tool, mais ce dernier, prévenu par ses sens génétiquement améliorés quelques secondes avant l'impact, parvient à s'éloigner un peu, évitant ainsi la mort mais pas de très nombreuses et très graves blessures.
Après l'explosion, Mahlia décide de quitter au plus vite les cités englouties, pressentant une reprise d'une lutte de pouvoir maintenant que Tool n'est plus là. Elle et son navire s'éloignent de la zone, sans se rendre compte que Tool, accroché au bateau et caché sous l'eau, s'enfuit avec eux. Mais une très grosse tempête met en péril le navire et son équipage et Tool est alors obligé de se montrer afin prendre en main le clipper. Malgré toutes ses blessures, il parvient à le diriger et à le sortir de la zone de la tempête. Mahlia décide alors de tout tenter pour aider son ancien ami à guérir, consciente des risques qu'elle fait courir à tous en restant près de Tool dont la survie sera connue assez vite de ceux qui viennent de tenter de le tuer. Mahlia décide de se rendre à Seascape, pour y trouver le matériel médical nécessaire à la guérison de son ami.
L'information d'achats médicaux en grande quantité dans la ville de Seascape permet à l'analyste Arial Jones de comprendre que Tool s'y trouve désormais. Des commandos militaires à la solde de Mercier y sont alors envoyés. Tool, grâce à ses sens améliorés, guident Mahlia et les enfants-soldats afin qu'ils combattent les commandos militaires. Seuls Ocho, chef de la troupe de Mahlia, Mahlia et Tool survivent. Ocho, les jambes broyées, reste sur place alors que Tool fuit en emportant Mahlia, blessée. Tool parvient à la guérir grâce aux médicaments qu'il dérobe sur des bateaux. Une fois celle-ci hors de danger, il la quitte quand il reconnait deux anciens amis à bord d'un clipper passant non loin : Nailer Lopez et Nita Patel, fille de Jayant Patel, directeur de l'entreprise Patel Global, concurrent direct de Mercier. Il leur demande leur aide, en souvenir de l'aide qu'il leur avait apportée dans leur jeunesse.
Arial Jones parvient à savoir que Tool est réfugié dans le siège social de Patel Global. Les dirigeants de Mercier menacent ceux de Patel Global de représailles militaires si ces derniers ne leur rendent pas Tool, qui est leur propriété intellectuelle. Des négociations sont prévues dans les locaux de Patel Global à Seascape en vue de la restitution de Tool. La venue de tout le comité exécutif de Mercier dans un énorme dirigeable permet à Tool d'approcher les dirigeants de l'entreprise qui l'a créé puis n'a eu de cesse de chercher à le détruire. Tool extermine tous les membres du comité exécutif ainsi que le général Caroa. Seule l'analyste Arial Jones est laissée en vie, cette dernière couvrant la survie de Tool lors de son rapport au nouveau comité exécutif de Mercier. Peu après ce rapport, Arial Jones voit un clipper quitter Seascape avec à son bord Ocho, Mahlia et Tool.

## Éditions
- Tool of War, Little, Brown and Company, 10 octobre 2017, 377 p.  (ISBN 978-0-316-22083-5)
- Machine de guerre, Au diable vauvert, 17 mai 2018, trad. Sara Doke, 400 p.  (ISBN 979-10-307-0198-2)
- Machine de guerre, J'ai lu, coll. « Science-fiction » no 11049, 2 octobre 2019, trad. Sara Doke, 410 p.  (ISBN 978-2-290-15360-4)
- Machine de guerre, in volume Trilogie des Cités englouties, Au diable vauvert, 5 mai 2022, trad. Sara Doke, 944 p.  (ISBN 979-10-307-0527-0)